# Цес-дур
Цес-дур је дурска лествица, чија је тоника тон цес, а као предзнаке има седам снизилица. Ова лествица је броја предзнака ретко употребљавана. Еквивалентна јој је Ха-дур лествица са пет повисилица.